# Walkerton (Indiana)
Walkerton es un pueblo ubicado en el condado de St. Joseph en el estado estadounidense de Indiana. En el Censo de 2010 tenía una población de 2144 habitantes y una densidad poblacional de 422,13 personas por km².

## Geografía
Walkerton se encuentra ubicado en las coordenadas 41°27′56″N 86°28′57″O / 41.46556, -86.48250. Según la Oficina del Censo de los Estados Unidos, Walkerton tiene una superficie total de 5.08 km², de la cual 5.08 km² corresponden a tierra firme y (0%) 0 km² es agua.

## Demografía
Según el censo de 2010, había 2144 personas residiendo en Walkerton. La densidad de población era de 422,13 hab./km². De los 2144 habitantes, Walkerton estaba compuesto por el 95.01% blancos, el 0.42% eran afroamericanos, el 0.65% eran amerindios, el 0.28% eran asiáticos, el 0% eran isleños del Pacífico, el 2.15% eran de otras razas y el 1.49% pertenecían a dos o más razas. Del total de la población el 5.04% eran hispanos o latinos de cualquier raza.